# Мынбаев, Кайрат Турысбекович
Кайрат Турысбекович Мынбаев — казахстанский математик, доктор физико-математических наук, профессор Казахстанско-Британского технического университета. Число Эрдёша — 4.

## Степени
- 1970-1975 – Казахский Национальный Университет имени Аль Фараби, механико-математический факультет, специальность – математик, преподаватель математики.

- 1978-1981 – аспирантура в Институте Математики и Механики АН КазССР, специальность «Математический анализ». Ученая степень – кандидат физико-математических наук. Тема диссертации: "Об анизотропных весовых теоремах вложения и спектре некоторых дифференциальных операторов".

- В 1991 году в Институте Математики и Механики АН КазССР защитил диссертацию доктора физико-математических наук по специальности «Математический анализ». Тема диссертации: "Теоремы вложения, компактности и аппроксимации для анизотропных весовых пространств Соболева-Лиувилля и приложения к численному анализу"[3].

- 1993-1995 – магистратура, Университет штата Орегон, Корваллис, США, магистр экономики.

## Профессиональный опыт
- 2008 – по настоящее время − профессор, Международная школа экономики, Казахстанско-Британский технический университет, г. Алматы, Казахстан
- 2018 – 2021 – профессор Новой школы экономики Казахского национального исследовательского технического университета им. К.И. Сатпаева
- 2014 – 2016 гг. – профессор Казахского национального университета им. Аль-Фараби
- 2012 – 2020 гг. – старший научный сотрудник Института математики и математического моделирования, г. Алматы, Казахстан (по совместительству)
- 2006 – 2008 гг. − доцент, Казахстанско-Британский технический университет, г. Алматы, Казахстан
- 2002 – 2005 гг. − Доцент, КИМЭП, Алматы, Казахстан
- 2000 – 2002 гг. − доцент, КИМЭП, Алматы, Казахстан
- 1990 – 2000 гг. – главный научный сотрудник Institute Pure & Appl. Мат. (Алматы)
- 1984 – 1990 гг. – старший научный сотрудник Института матем. и мех. (Алматы)
- 1978 – 1984 гг. – научный сотрудник Института матем. и мех. (Алматы)
- 1976 – 1978 – Стажер, Математический институт им. В. А. Стеклова (Москва)
- 1975 – 1976 гг. – инженер Института матем. и мех. (Алматы)

## Научная деятельность
Кайрат Мынбаев занимался исследованиями и преподавал в Казахстане (Институт Математики и Механики,  КИМЭП, Казахстанско-Британский Технический Университет, Сатбаев Университет, КазНУ), в Бразилии (федеральные университеты штатов Рорайма и Сеара), в США (Университет Калифорнии, Риверсайд, Университет Колорадо, Боулдер). Он вносит важный вклад в воспитание научных кадров, преподавая статистику, эконометрику и финансы, а также в развитие теории вероятностей и математической статистики в Республике Казахстан, руководя докторантами в КазНУ им. Аль-Фараби. 
Первые научные исследования Мынбаева К.Т. относятся к области теории функций и функционального анализа. Некоторые из его результатов опубликованы в совместной монографии с М. Отелбаевым, опубликованной московским издательством Наука в 1988 г. В последние два десятилетия он занимается теорией вероятностей и статистикой. Его учебник по эконометрике, опубликованный в 2004 г. в Бразилии и Казахстане, имеет важное значение для становления эконометрики как математической науки в Казахстане. Его монография по теории вероятности и статистике, опубликованная американским издательством Wiley & Sons в 2011 году, является подтверждением его признания международной научной общественностью. Он также опубликовал в США учебник по основам статистики (2015). 
Он имеет свой веб сайт https://raisingthebar.nl/ с различными учебными материалами по статистике, эконометрике, теории оптимизации и финансам. Является членом редколлегии Евразийского Математического Журнала и Казахского Математического Журнала.

## Избранные труды
- K.T.Mynbaev, Short-memory linear processes and econometric applications, 452 pp. ISBN 0470924195., Wiley & Sons, John Wiley & Sons, Inc. 90 Eglinton Ave. E. Corporate Headquarters Suite 300 111 River Street Toronto, Ontario M4P 2Y3 Hoboken, NJ 07030-5774, USA, 2011
- K.T. Mynbaev, G.S. Darkenbayeva, “Weak convergence of linear and quadratic forms and related statements on Lp-approximability”, Journal of Mathematical Analysis and Applications, 473 (2019), 1305-1319
- K.T. Mynbaev, C. Martins Filho, “Unified estimation of densities on bounded and unbounded domains”, Annals of the Institute of Statistical Mathematics, 71:4 (2019), 853-887
- K.T. Mynbaev, C. Martins Filho, “Reducing bias in nonparametric density estimation via bandwidth dependent kernels: L1 view”, Statistics and Probability Letters, 123 (2017), 17-22
- K.T. Mynbaev, C. Martins Filho, “Consistency and asymptotic normality for a nonparametric prediction under measurement errors”, Journal of Multivariate Analysis, 139 (2015), 166–188

## Награды и премии
- 2016 - премия лучшего преподавателя вуза Министерства образования и науки Республики Казахстан
- 2005-2006: Программа Фулбрайта
- 2004: Лучший преподаватель КИМЭП.
- 1993–1995: стипендия Эдмунда С. Маски.
- 1993: Грант Фонда Сороса
- 1973-1974: Ленинская стипендия Казахского государственного университета.
- 1972: Кировская стипендия Казахского государственного университета.